# Laodicea marama
Laodicea marama is een hydroïdpoliep uit de familie Laodiceidae. De poliep komt uit het geslacht Laodicea. Laodicea marama werd in 1899 voor het eerst wetenschappelijk beschreven door Agassiz & Mayer. 